# 약혼 반지

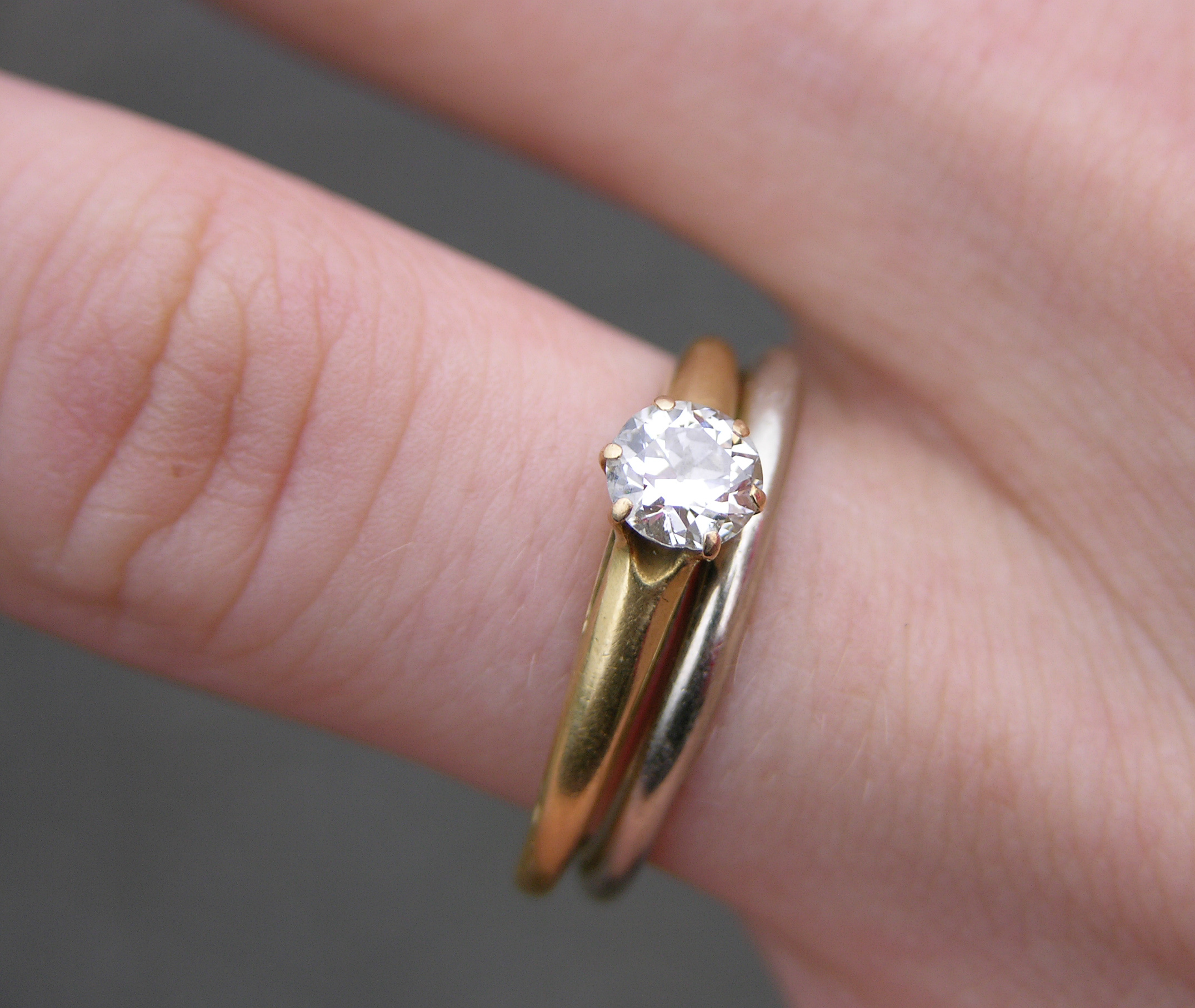

약혼 반지(約婚半指)는 약혼할 때 끼는 반지이다. 고대 이집트인들이 약혼 반지를 발명하여 고대 그리스인들이 이 전통을 채택하였다는 이야기가 있으나 신뢰할만한 약혼 반지의 역사는 고매 로마로 거슬러 올라간다.

## 같이 보기
- 클라다 링